# Euodynerus
Euodynerus un gènere d'himenòpters apòcrits de la família dels vèspids (Vespidae), subfamília Eumeninae (vespes terrissaires).
Inclou 132 espècies de distribució principalment Holàrtica, tanmateix moltes espècies tenen una distribució a Indomalaia, Australàsia, Afrotropical i el nord de la regió Neotropical. També hi ha una única espècie a Hawaii.

## Galeria

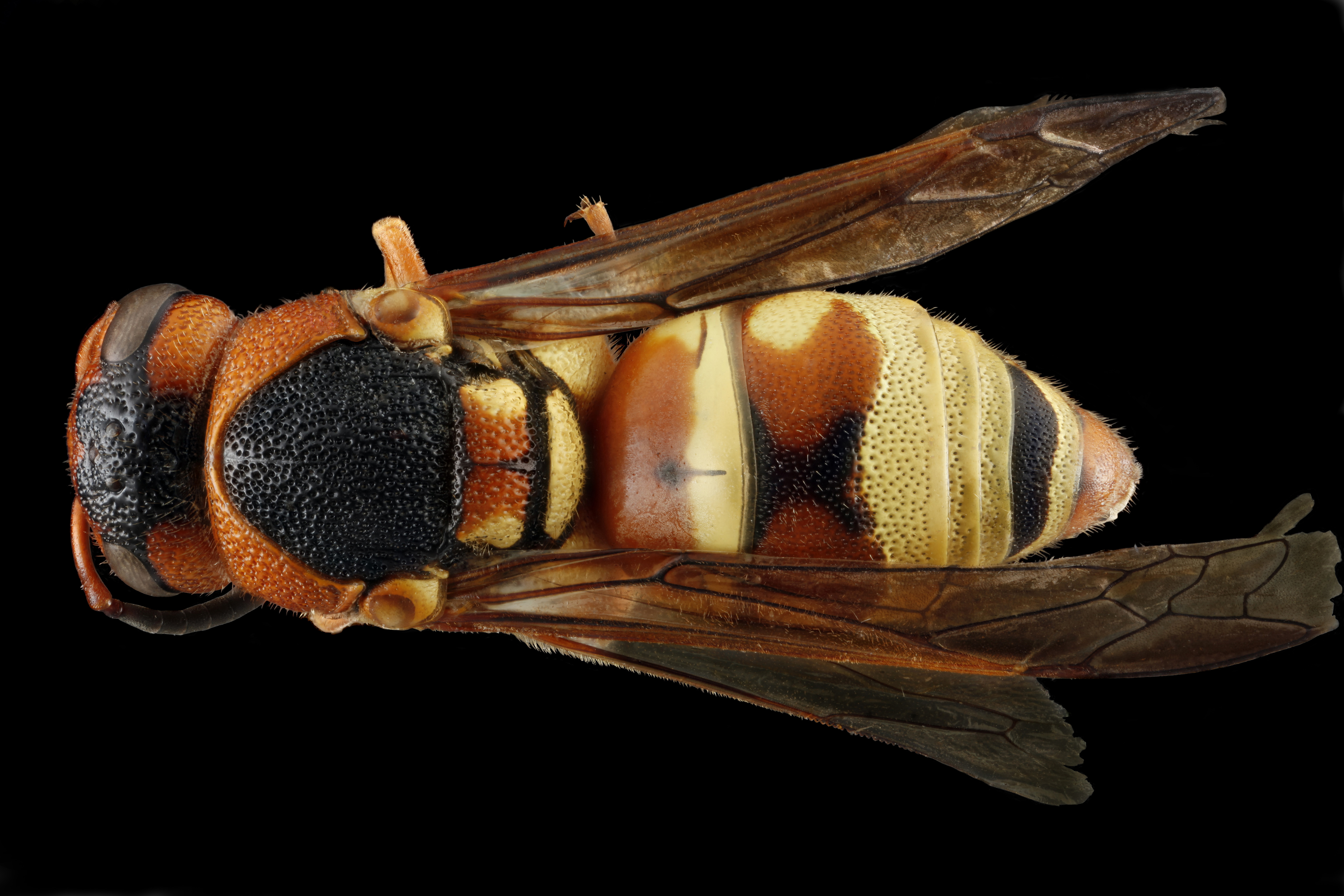
Euodynerus sp., una femella del Parc Nacional de Yellowstone, Wyoming, EUA.
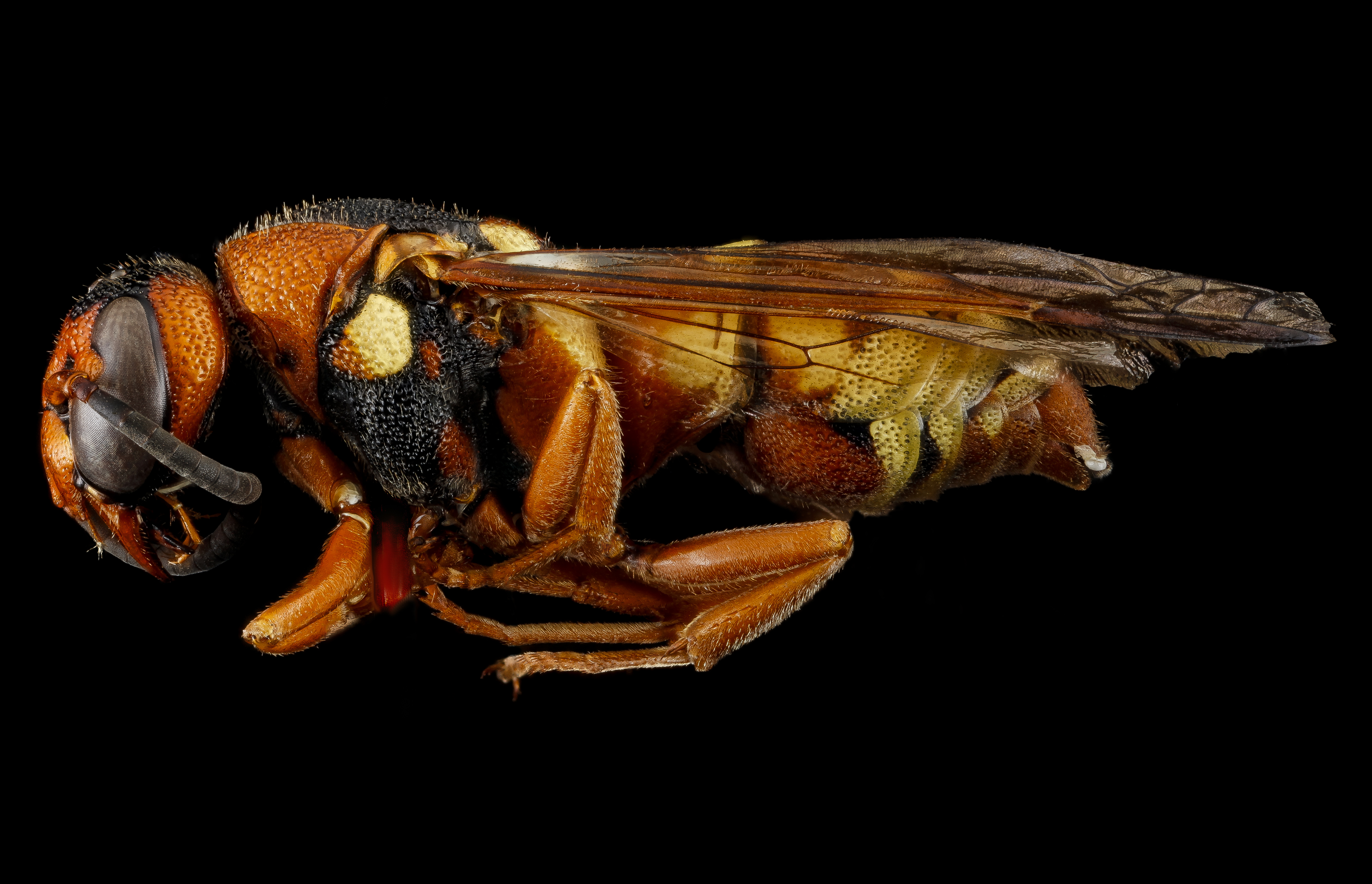
Euodynerus sp., una femella del Parc Nacional de Yellowstone, Wyoming, EUA.